# العادي

تعديل مصدري - تعديل

العادي هي إحدى حارات مدينة رحاب بمحافظة إب، بلغ تعداد سكانها 593 نسمة حسب تعداد اليمن لعام 2004.